# Lliga alemanya d'hoquei sobre patins masculina
La Lliga alemanya d'hoquei sobre patins masculina, coneguda com a Rollhockey-Bundesliga, és la competició nacional d'hoquei sobre patins d'Alemanya. Es disputa des de 1920. L'equip amb més títols és el RESG Walsum amb 16.

## Palmarès
- 16 títols: RESG Walsum
- 13 títols: RSC Cronenberg
- 9 títols: Herten i ERG Iserlohn
- 7 títols: ERSC Stuttgart
- 6 títols: Nürnberg
- 5 títols: Remscheid i SK Germania Herringen
- 4 títols: TSG Darmstadt i Weil
- 2 títols: SSRC Stuttgart i ERC Stuttgart
- 1 títol: RSC Berlin, SVR Berlin, Eintriacht Dortmund, Hüls, Ober-Ramstadt, Darmstadt i Düsseldorf

## Historial
- 2021 no es disputà
- 2020 SK Germania Herringen
- 2019 SK Germania Herringen
- 2018 SK Germania Herringen
- 2017 ERG Iserlohn
- 2016 ERG Iserlohn
- 2015 ERG Iserlohn
- 2014 SK Germania Herringen
- 2013 SK Germania Herringen
- 2012 RSC Cronenberg
- 2011 RSC Cronenberg
- 2010 RSC Cronenberg
- 2009 ERG Iserlohn
- 2008 ERG Iserlohn
- 2007 RSC Cronenberg
- 2006 ERG Iserlohn
- 2005 RSC Cronenberg
- 2004 Weil
- 2003 RSC Cronenberg
- 2002 RSC Cronenberg
- 2001 RSC Cronenberg
- 2000 Weil
- 1999 RESG Walsum
- 1998 RSC Cronenberg
- 1997 Düsseldorf
- 1996 RSC Cronenberg
- 1995 Weil
- 1994 Remscheid
- 1993 Weil
- 1992 Remscheid
- 1991 RESG Walsum
- 1990 RESG Walsum
- 1989 RESG Walsum
- 1988 Darmstadt
- 1987 RESG Walsum
- 1986 ERG Iserlohn
- 1985 RESG Walsum
- 1984 RSC Cronenberg
- 1983 Ober-Ramstadt
- 1982 RSC Cronenberg
- 1981 RESG Walsum
- 1980 RSC Cronenberg
- 1979 Herten
- 1978 Remscheid
- 1977 ERG Iserlohn
- 1976 ERG Iserlohn
- 1975 RESG Walsum
- 1974 RESG Walsum
- 1973 RESG Walsum
- 1972 RESG Walsum
- 1971 RESG Walsum
- 1970 Herten
- 1969 Remscheid
- 1968 Remscheid
- 1967 Hüls
- 1966 TSG Darmstadt
- 1965 Herten
- 1964 Herten
- 1963 TSG Darmstadt
- 1962 TSG Darmstadt
- 1961 Herten
- 1960 TSG Darmstadt
- 1959 ERC Stuttgart
- 1958 ERC Stuttgart
- 1957 Herten
- 1956 Herten
- 1955 Herten
- 1954 RESG Walsum
- 1953 RESG Walsum
- 1952 RESG Walsum
- 1951 Herten
- 1950 Eintriacht Dortmund
- 1949 RESG Walsum
- 1948 SSRC Stuttgart
- 1947 SSRC Stuttgart
- 1943-1946 no es disputà
- 1942 Nürnberg
- 1941 Nürnberg
- 1940 Nürnberg
- 1939 Nürnberg
- 1938 Nürnberg
- 1937 Nürnberg
- 1936 ERSC Stuttgart
- 1935 ERSC Stuttgart
- 1934 ERSC Stuttgart
- 1933 ERSC Stuttgart
- 1932 no es disputà
- 1931 ERSC Stuttgart
- 1930 no es disputà
- 1929 ERSC Stuttgart
- 1923-1928 no es disputà
- 1922 SVR Berlin
- 1921 RSC Berlin
- 1920 ERSC Stuttgart